# جين فانس
جين فانس (بالإنجليزية: Gene Vance)‏ مواليد 25 فبراير 1923 في كلينتون - الوفاة 16 فبراير 2012، كان لاعب كرة سلة أمريكي. بدأ مسيرته الاحترافية في سنة 1947. تم اختياره من قبل فريق شيكاغو ستايغس خلال الدرافت. حمل الرقم 25. بلغ طوله 6 قدم 3 بوصة (1.9 م). اعتزل اللعب في 1952. لعب مع شيكاغو ستايغس وأتلانتا هوكس.

## روابط خارجية
- جين فانس على موقع إن بي أي (الإنجليزية)
- جين فانس على موقع سبورتس رفرنس (الإنجليزية)
- جين فانس على موقع ريلجم (الإنجليزية)
- جين فانس على موقع بروبوليرز (الإنجليزية)